# Obervellach
Obervellach osztrák mezőváros Karintia Spittal an der Drau-i járásában. 2016 januárjában 2284 lakosa volt. 

## Elhelyezkedése

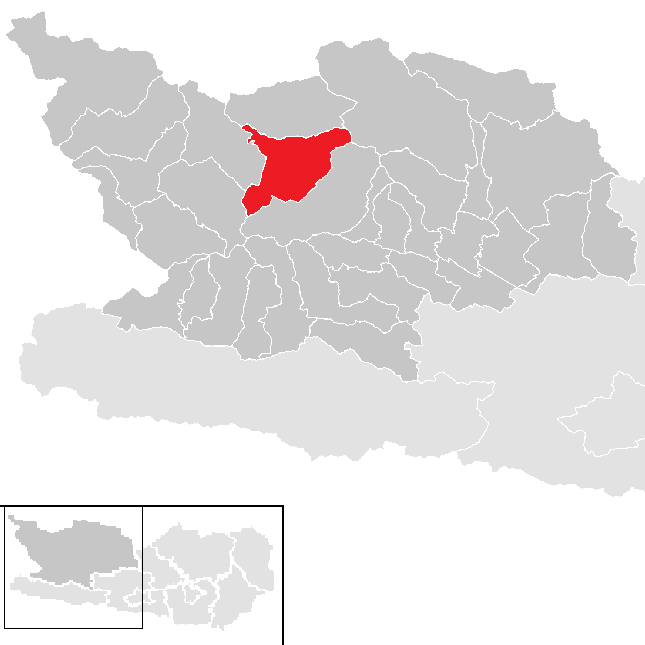
Obervellach a Spittali járásban

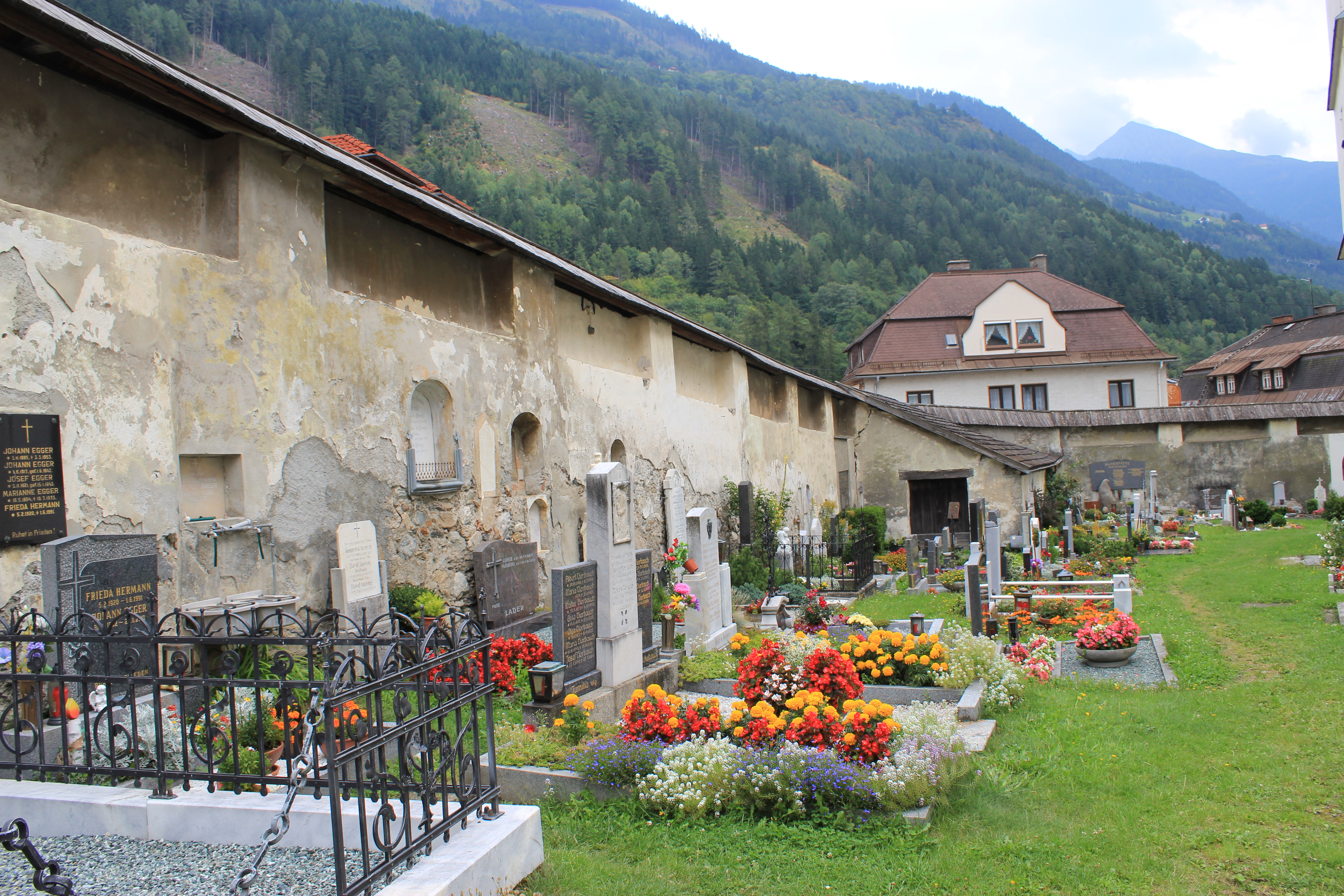
A fallal megerődített temető

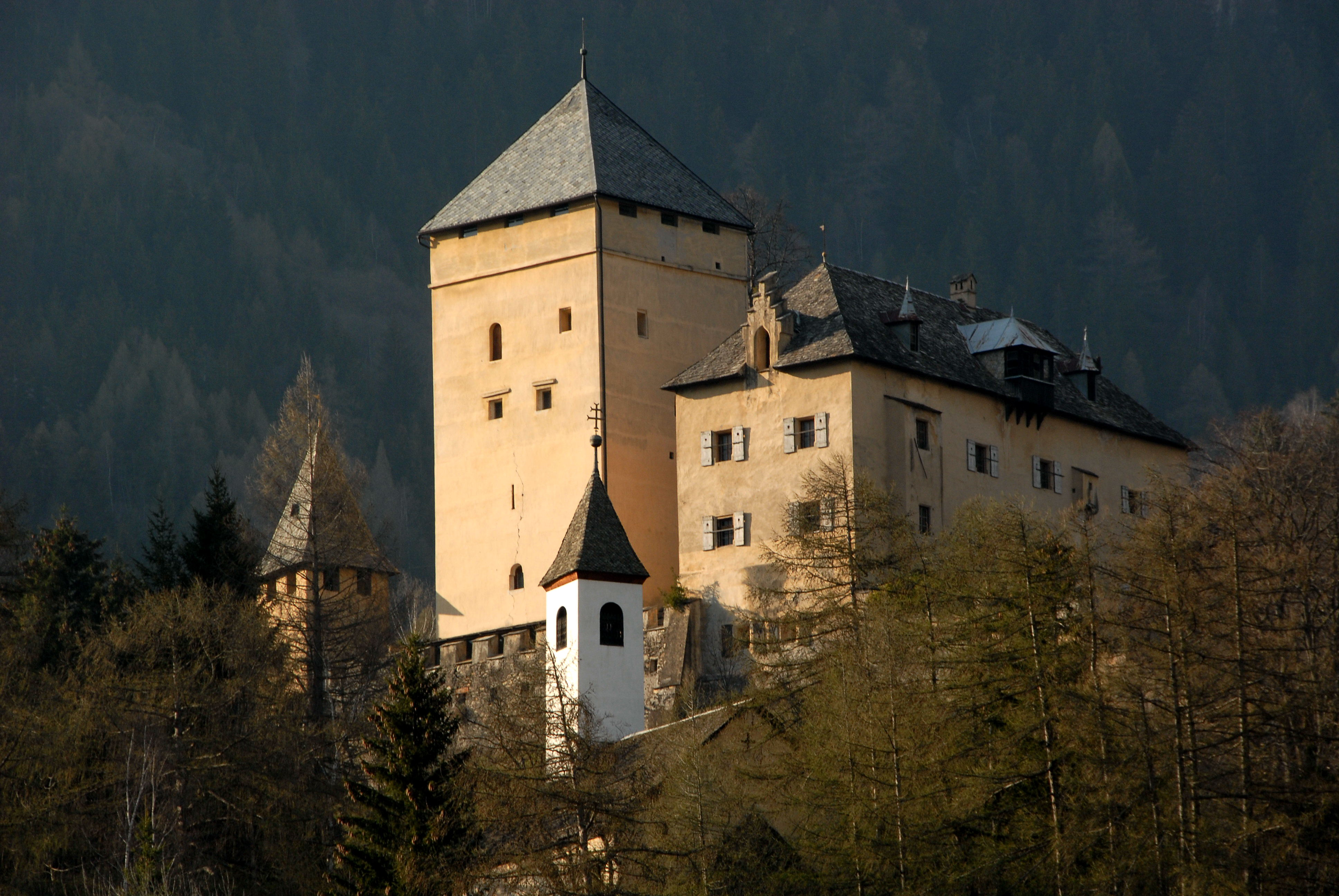
Groppenstein vára

Obervellach Karintia északnyugati részén fekszik, a Möll (a Dráva mellékfolyója) völgyében, a Magas-Tauern fő gerincétől délre. Területének egy része a Magas-Tauern Nemzeti Parkhoz tartozik. Az önkormányzat 19 falut és egyéb települést fog össze: Dürnvellach (172 lakos), Kaponig (13), Lassach Schattseite (44), Lassach Sonnseite (36), Leutschach (9), Obergratschach (11), Obervellach (688), Obervellach-West (90), Oberwolliggen (5), Pfaffenberg (68), Raufen (7), Räuflach (305), Semslach (288), Söbriach (141), Stallhofen (188), Stampf (2), Untergratschach (136), Untervocken (36), Unterwolliggen (10).
A környező települések: északra Mallnitz, északkeletre Malta, délre Reißeck, délnyugatra Stall, nyugatra Flattach. 

## Története
Egy bizonyos Velach szerepel Abraham freisingi püspök (957-993) egyik oklevelében. Neve valószínűleg szláv eredetű (bel=fehér, hasonlóan mint Vellach esetében). A 12. században Görz-család szerezte meg a régiót a püspöktől és 1164-re már megépíttették Oberfalkenstein várát. 1256-ban a vár melletti települést már vásárjoggal rendelkező mezővárosként említik, amelynek a Görz-Tiroli grófok voltak a hűbérurai. A város 1460-ban a Habsburgokhoz került. 
Obervellach gazdaságának alapja a bányászat volt. A középkorban az itt bányászott ezüstből helyben pénzérméket is vertek. Az arany- és ezüstbányászat a 16. században érte el a csúcspontját. I. Miksa császár Vellach városába helyezte a belső-ausztriai bányakapitányság központját. A 17. századra kimerültek a lelőhelyek és a város elszegényedett; 1689-ben azonban rézércre bukkantak és a gazdaság ismét felvirágzott.
1849-ben Obervellachba került a kerületi bíróság székhelye. Egy évvel később megalakult a helyi önkormányzat, amely ekkor még magába foglalta Mallnitzot és Flattachot is. Utóbbiak 1896-ban váltak önállóvá. 1929-ben Az Osztrák Szövetségi Vasút 16 megawattos vízierőművet épített a városban. 

## Lakosság
Az obervellachi önkormányzat területén 2018 januárjában 2201 fő élt, ami jelentős visszaesést jelent a 2001-es 2540 lakoshoz képest. Akkor a helybeliek 94,8%-a volt osztrák, 2,8% pedig német állampolgár. 87,4%-uk katolikusnak, 7,6% evangélikusnak, 1% mohamedánnak, 3,5% pedig felekezeten kívülinek vallotta magát. 

## Látnivalók

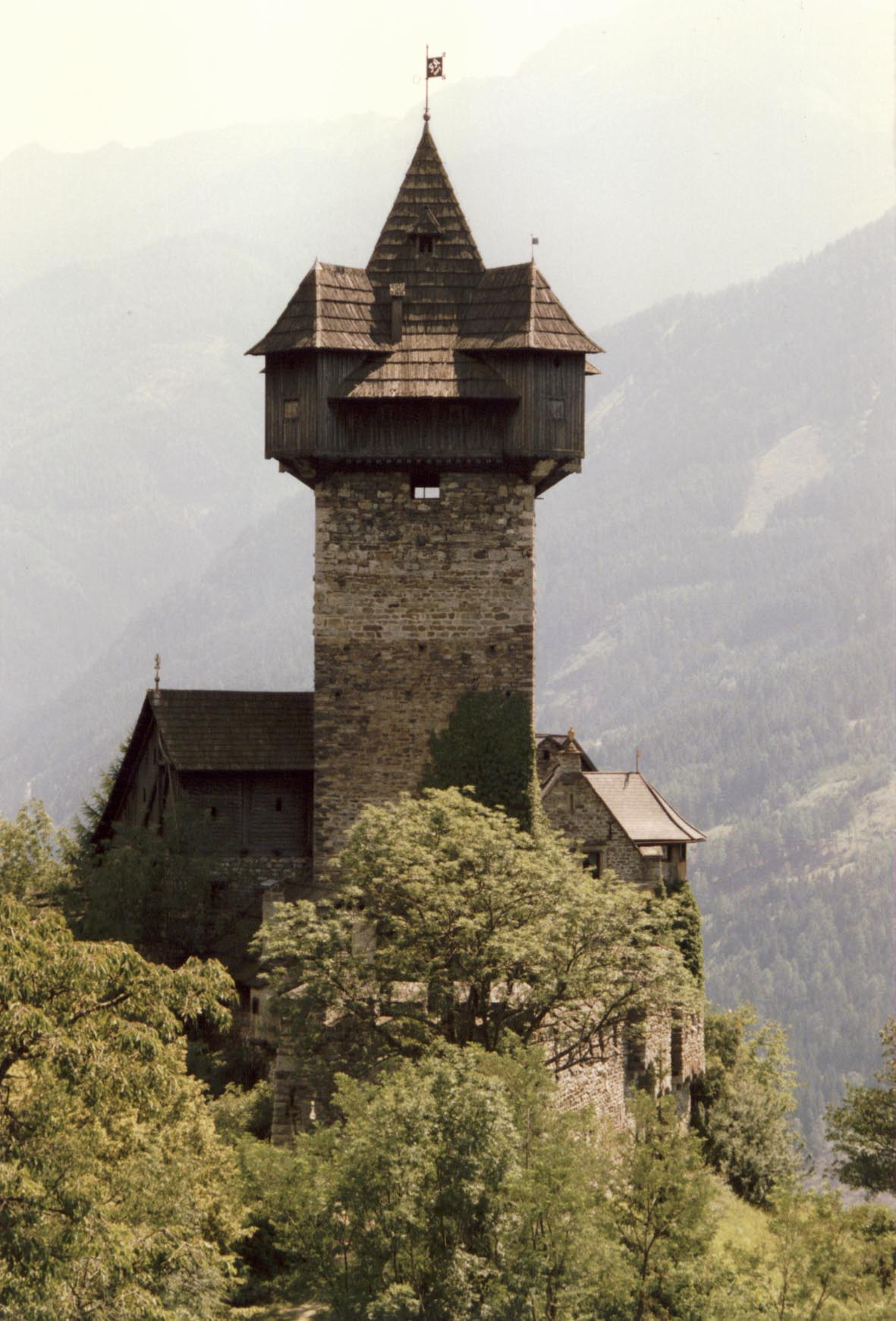
Niederfalkenstein vára

- A Szt. martin-plébániatemplom. Oltárképét Jan van Scorel festette 1520-ban (ún. Frangepán-oltár)
- az egyetlen karintiai erődített temető (Wehrfriedhof)
- Trabuschgen kastélya
- a bányakapitányság volt központja a főtéren
- a stallhofen Szűz Mária-templom
- Groppenstein vára
- a Groppenstein-szurdok
- Oberfalkenstein és Niederfalkenstein várak

## Testvértelepülések
- Budapest XV. kerülete, Magyarország
- Dilbeek, Belgium
- Freising, Németország
- Hemer, Németország
- Kreuzau, Németország
- Muggia, Olaszország
- Seltz, Franciaország
- Škofja Loka, Szlovénia

## Fordítás
- Ez a szócikk részben vagy egészben  az   Obervellach című német Wikipédia-szócikk ezen változatának fordításán alapul.  Az eredeti cikk szerkesztőit annak laptörténete sorolja fel. Ez a jelzés csupán a megfogalmazás eredetét és a szerzői jogokat jelzi, nem szolgál a cikkben szereplő információk forrásmegjelöléseként.